# تفجير إب (2014)
 تفجير إب 2014 أو  تفجير المركز الثقافي بإب هي تفجير انتحاري في مبنى المركز الثقافي حدث في 31 ديسمبر 2014 أثناء احتفالية بمناسبة المولد النبوي أقامها الحوثيين، قتل في التفجير ما يقارب الثلاثين ونجى من الحادث محافظ المحافظة يحيى الحجري. ، وكان هذا أكثر الهجمات دموية في البلاد خلال عام 2014، فضلا عن تفجير باص الطالبات برداع خلال نفس الشهر.

## التفجير
في احتفال بالمولد النبوي، أقامه الحوثیون في المركز الثقافي في إب، حضره أكثر من 500 شخص، وفي حوالي الساعة 11:00 صباحا، فجر انتحاري نفسه في الجزء الخلفي من القاعة، باستخدام حزام ناسف كان يرتديه ولم تتبنى أي جهة المسؤولية عن التفجير، ولم تعرف بعد، ويشتبه أن يكون تنظيم القاعدة خلف العملية. وقد تم اكتشاف قنبلة ثانية، بالقرب من مدخل المبنى، قبل انفجارها.

## ردود الفعل

### محلي
- الرئيس عبد ربه منصور هادي: بعث هادي برقية عزاء ومواساة إلى محافظ محافظة إب القاضي يحيى الإرياني وأسر شهداء العملية الإرهابية الإجرامية بالمركز الثقافي محافظة إب " وقال "أن مثل هذه الأعمال الارهابية الوحشية الجبانة تؤكد تجرد تلك العناصر من القيم الإنسانية والمبادئ الأخلاقية والدينية وتضمر الشر للوطن وأبنائه في حقد دفين ومدمر ضد الإنسانية والبشرية.. لافتا إلى ضرورة تضافر جهود الجميع لمحاربة هذه الآفة الخبيثة وتطهير الوطن من شرورها.".[6]
- مجلس الوزراء: «دان المجلس وبشدة هذا الفعل الإرهابي الذي تجرد مرتكبوه وكل من يقف ورائهم من كل القيم الإنسانية والدينية والوطنية والاخلاقية.. مؤكداً أن هذا الفعل الدنيئ يعكس أفكارهم الضالة ومفاهيمهم الخاطئة وحقدهم الاعمى والأسود على هذا الوطن وأبنائه.»[7]

### دولي
- الولايات المتحدة الأمريكية: وزارة الخارجية الأمريكية «تدين الولايات المتحدة بشدة الهجمات الانتحارية اليوم ضد التجمع السلمي في إب والذي أسفر عن مقتل أكثر من 30 شخصا، بما فيهم الأطفال، الذين كانوا يحتفلون بمناسبة دينية، ونعرب عن خالص تعازينا لأسر القتلى والجرحى الذين سقطوا في الهجوم.»[8]
- فرنسا:«فرنسا تدين الهجوم الذي أسفر عن مقتل 49 شخصا في إب في 31 ديسمبر، وتمتد تعازيها لأسر الضحايا وتعرب عن تعاطفها مع الجرحى، ونؤكد من جديد دعمنا للسلطات اليمنية والشعب في كفاحها ضد الإرهاب ودعوة جميع الأطراف إلى نبذ كل أشكال العنف.»[9]
- تركيا: وزارة الشؤون الخارجية «ندين بشدة الهجوم الإرهابي الذي ارتكب اليوم في محافظة إب اليمنية والذي استهدف مركزا ثقافيا وتسبب في مقتل وإصابة العديد من الأشخاص. نتمنى رحمة الله على من فقدوا حياتهم في الهجوم، وننقل تعازينا لعائلاتهم وللشعب اليمني الشقيق، ونتمنى الشفاء العاجل للجرحى، ونلاحظ بحزن تزايد الهجمات الإرهابية في الآونة الأخيرة في اليمن، ونؤكد أنه لا يمكن ضمان السلام والأمن والاستقرار في اليمن إلا من خلال تمكين سلطة الدولة في جميع أنحاء البلاد وإقامة النظام، ستواصل تركيا دعم الجهود في اليمن تماشيا مع هذا الهدف.»[10]
- أيران: مرضية أفخم، المتحدث باسم وزارة الخارجية، أدان التفجير، وحثت على «التعاون بين جميع الأطراف والفصائل اليمنية لتنفيذ اتفاق السلام في البلاد». وقالت أيضا إن الشعب اليمني سوف «يقتلع الإرهاب».[11]